# Kai Hai Islands
Kai Hai Islands är öar i Gambia.   De ligger i regionen Central River Division, i den östra delen av landet i Gambiafloden. På öarna finns skogar, ängar och träskmarker.